# Trupanea conjuncta
Trupanea conjuncta är en tvåvingeart som först beskrevs av Adams 1904.  Trupanea conjuncta ingår i släktet Trupanea och familjen borrflugor. Inga underarter finns listade i Catalogue of Life.